# دلوار
دِلوار شهری است بندری بر کرانهٔ خلیج فارس در استان بوشهر ایران.
دلوار مرکز بخش دلوار شهرستان تنگستان و بزرگ‌ترین بخش، استان بوشهر است.
دلوار زادگاه رئیس‌علی دلواری مردی تنگستانی از قوم پارسیان ایرانی  و قهرمان مبارزه با انگلیسی‌ها در جنوب ایران است. رئیسعلی در زمان خود کدخدای روستای دلوار بود.

## اقتصاد
پیشه بخشی از مردم این شهر ماهیگیری است. بخشی از مردم این شهر در اسکلهٔ بندر دلوار مشغول به کار تجارت با کشورهای حوزه خلیج فارس بخصوص کشور امارات و شهر دوبی هستند.

## موزه‌ها
- موزه رئیسعلی دلواری